# پیترشم، نیو ساوت ولز
پیترشم (به انگلیسی: Petersham) یک حومه شهر در استرالیا است که در نیو ساوت ولز واقع شده‌است.